# Tempo (Zeitung)
Tempo. Berliner Abend-Zeitung war eine Tageszeitung des Ullstein Verlags, die von 1928 bis 1933 erschien. Ihr Verbreitungsgebiet war Berlin und das Umland.

## Geschichte
Am 11. September 1928 erschien die erste Ausgabe von Tempo, die damals, so die Werbung des Ullstein-Verlags, den „modernsten Zeitungstyp Deutschlands“ repräsentieren sollte. Die Zeitung wurde jedoch ein wirtschaftlicher und konzeptioneller Misserfolg und blieb meist unter einer Auflage von 150.000 Exemplaren. Die Zeitung wurde dennoch regelmäßig von den Nationalsozialisten als Symbol einer dekadenten Großstadtkultur angefeindet. Das Reichswehrministerium erstattete 1930 Anzeige wegen Hochverrats gegen den Chefredakteur von Tempo, Gustav Kauder (1881–1942), wegen der Veröffentlichung eines Berichts über eine geheime Zusammenarbeit zwischen der Reichswehr und der Roten Armee. Am 5. August 1933 wurde Tempo eingestellt, als erstes Blatt des Ullstein-Verlags nach der Machtergreifung.

## Konzept
Im Hause Ullstein hatte man Tempo als Zeitung für die Leser der jüngeren Nachkriegsgeneration konzipiert, um ihnen ein neues, frisches Blatt anzubieten, das sowohl im Ton und der Aufmachung, als auch in der Aktualität und der Schnelligkeit dem Lebensgefühl der Weimarer Republik und dem Berlin der 1920er Jahre gerecht werden sollte.
Die politische Ausrichtung der Zeitung war liberal-demokratisch, wie alle Ullstein-Erzeugnisse.

## Die Zeitung
Tempo erschien im Berliner Format auf rosa-bräunlichem Papier und war eine Abendzeitung nach amerikanischem Vorbild. Es erschienen täglich drei verschiedene Ausgaben zwischen 16 und 19 Uhr.
Die wichtigsten Rubriken waren der Politikteil, „Börse und Wirtschaft“ und „Tempo im Sport“. Danach folgte der Kulturteil, aufgeteilt in  „Die Welt der Gedanken und Abenteuer“, eine Seite mit Fortsetzungsromanen, populärwissenschaftlichen Berichten sowie Fotos aus aller Welt und die Rubrik „Unter den Lichtern Berlins“ mit regelmäßigen Kolumnen, Theater- und Kinokritiken, Rätseln und Modetipps. Auf der letzten Seite wurden die neuesten Nachrichten untergebracht.

## Mitarbeiter
Als Chefredakteur wurde Gustav Kauder eingesetzt, der politische Redakteur und stellvertretende Chefredakteur der B.Z. am Mittag aus demselben Verlag. Manfred George leitete die Feuilletonredaktion.
Zu den bekanntesten regelmäßigen Autoren zählten Kurt Tucholsky und Erika Mann.

## Babylon Berlin
In der dritten Staffel der Fernsehserie Babylon Berlin spielen das Boulevardblatt Tempo und dessen umtriebiger Chefredakteur Heymann eine zentrale Rolle. Die historische Zeitung Tempo lieferte dafür die Vorlage.